# Premio Nacional del Libro
El Premio Nacional del Libro es uno de los premios literarios más prestigiosos que se conceden en Estados Unidos. Establecido en 1950, este galardón recompensa obras literarias de autores estadounidenses y traducciones de obras extranjeras publicadas durante el año anterior al de su concesión, en diferentes categorías (ficción, no ficción, poesía y literatura infantil). Adicionalmente, se honra a la mejor traducción al inglés de una obra en idioma extranjero. Los premios son actualmente organizados por la National Book Foundation. En el pasado se han concedido premios en otras categorías que en la actualidad han desaparecido. Se premia también a autores por el conjunto de su trayectoria con los galardones "Medal of Distinguished Contribution to American Letters" ("Medalla por la contribución destacada a las letras americanas") y "Premio Literario".
Los ganadores de cada categoría son seleccionados por un jurado de cinco miembros el mismo día que hacen pública su decisión durante una ceremonia que se realiza cada año en el mes de noviembre. La noche anterior al evento cada finalista recibe 1000 dólares, un reconocimiento y una medalla. El ganador recibe un premio de 10 000 dólares en metálico, y una escultura de bronce.

## Historia
La primera ceremonia de premiación de los National Book Awards se celebró el 16 de marzo de 1950. Para ese entonces, los premios reconocían a las mejores obras dentro de los rubros de la Ficción, No Ficción y Poesía.
A lo largo de los años 60 y 70 las categorías de Ciencia, Filosofía y Religión, Historia y Biografía, Artes y Letras, Traducción, Pensamiento contemporáneo, Autobiografía, Ópera prima, Paperback original y Libro infantil, fueron añadidas. Para década de los 80 los premios, en ese momento nombrados American Book Awards, otorgaban 28 galardones en 16 categorías diferentes.
Al final de la década, el número de reconocimientos fue reducido a los rubros de Ficción y No Ficción, mientras que la National Book Foundation fue instaurada. Para 1991, el premio a la mejor obra de poesía fue restablecido y más adelante dos nuevas categorías se agregaron: Literatura infantil, en 1996, y Literatura traducida, en 2018.

## Ganadores

### Ficción
| Año  | Autor                       | Original                                       | Publicación                               | Traducción                            | Publicación                                |
| ---- | --------------------------- | ---------------------------------------------- | ----------------------------------------- | ------------------------------------- | ------------------------------------------ |
| 1950 | Nelson Algren               | The Man With the Golden Arm                    | Doubleday. OCLC 565975.                   | El hombre del brazo de oro            | 1969. Plaza & Janés. 9788401431043.        |
| 1951 | William Faulkner            | The Collected Stories of William Faulkner      | Random House. 9780394419671.              | Cuentos Reunidos. Faulkner            | 2010. Alfaguara. 9788420423579.            |
| 1952 | James Jones                 | From Here to Eternity                          | Charles Scribner's Sons. 9780385333641.   | De aquí a la eternidad                | 1979. Bruguera. 9788402063854.             |
| 1953 | Ralph Ellison               | Invisible Man                                  | Random House. 9780679732761.              | El hombre invisible                   | 1984. Lumen. 9780679732761.                |
| 1954 | Saul Bellow                 | The Adventures of Augie March                  | Viking Press. 9780140281606.              | Las aventuras de Augie March          | 1994. Cátedra. 9788437612294.              |
| 1955 | William Faulkner            | A Fable                                        | Random House. OCLC 284062.                | Una fábula                            | 1998. Alfaguara. 9788420422770.            |
| 1956 | John O'Hara                 | Ten North Frederick                            | Random House. 9780394448145.              | 10 Calle Frederick                    | 1970. Plaza & Janés. 9780394448145.        |
| 1957 | Wright Morris               | The Field of Vision                            | Harcourt, Brace. OCLC 289421.             |                                       |                                            |
| 1958 | John Cheever                | The Wapshot Chronicle                          | Harper & Brothers. 9780060528874.         | La familia Wapshot                    | 2003. Emecé. 9788495908520.                |
| 1959 | Bernard Malamud             | The Magic Barrel                               | Farrar, Straus and Giroux. 9780374195762. | El barril mágico                      | 1962. Seix Barral. 9788432218200.          |
| 1960 | Philip Roth                 | Goodbye, Columbus                              | Houghton-Mifflin. OCLC 1085709179.        | Goodbye, Columbus                     | 2007. Seix Barral. 9788432228124.          |
| 1961 | Conrad Richter              | The Waters of Kronos                           | Knopf. 9789997557421.                     |                                       |                                            |
| 1962 | Walker Percy                | The Moviegoer                                  | Knopf. 9780375701962.                     | El cinéfilo                           | 1990. Alfaguara. 9788420425993.            |
| 1963 | J. F. Powers                | Morte d'Urban                                  | Doubleday. 9789997414410.                 | Morte d'Urban                         | 1967. Caralt. 9788421724293.               |
| 1964 | John Updike                 | The Centaur                                    | Random House. OCLC 906457051.             | El centauro                           | 1991. Tusquests. 9788472233829.            |
| 1965 | Saul Bellow                 | Herzog                                         | Viking Press. 9780670369126.              | Herzog                                | 1965. Destino. 9788423303120.              |
| 1966 | Katherine Anne Porter       | The Collected Stories of Katherine Anne Porter | Harcourt, Brace & World OCLC 1051613849.  |                                       |                                            |
| 1967 | Bernard Malamud             | The Fixer                                      | Penguin Books. 9780140027143.             | El reparador                          | 2007. Sexto Piso. 9788496867116.           |
| 1968 | Thornton Wilder             | The Eighth Day                                 | Harper & Row. OCLC 1051613849.            | El octavo día                         | 2013. Automática. 9788415509141.           |
| 1969 | Jerzy Kosinski              | Steps                                          | Random House. OCLC 243487.                | Pasos                                 | 2011. Debolsillo. 9788499085852.           |
| 1970 | Joyce Carol Oates           | them                                           | The Vanguard Press. 9780814906682.        |                                       |                                            |
| 1970 | Kurt Vonnegut Jr.           | Slaughterhouse-Five or The Children’s Crusade  | Laurel/Dell. 9788499085852.               | Matadero cinco                        | 1976. Grijalbo. 9788425306495.             |
| 1971 | Saul Bellow                 | Mr. Sammler's Planet                           | Viking Press. 9780670333196.              | El planeta de Mr. Sammler             | 1972. Destino. 9788423306206.              |
| 1972 | Flannery O'Connor           | The Complete Stories of Flannery O'Connor      | Farrar, Straus & Giroux. 9780374515362.   | Cuentos completos                     | 2005. Lumen. 9780374515362.                |
| 1973 | John Barth                  | Chimera                                        | Random House. 9780394481890.              | Quimera                               | 1973. Fundamentos 9788424501792.           |
| 1973 | John Williams               | Augustus                                       | Viking Press. 9780670141128.              | El hijo de César                      | 2016. Pàmies. 9788416331543.               |
| 1974 | Isaac Bashevis Singer       | A Crown of Feathers and Other Stories          | Farrar, Straus & Giroux. 9780374132170.   |                                       |                                            |
| 1974 | Thomas Pynchon              | Gravity's Rainbow                              | Viking Press. 9780670348329.              | El arco iris de gravedad              | 1978. Grijalbo. 9788425309861.             |
| 1975 | Robert Stone                | Dog Soldiers                                   | Houghton Mifflin. 9780395184813.          | Dog Soldiers                          | 2010. Libros del Silencio. 9788493785659.  |
| 1975 | Thomas Williams             | The Hair of Harold Roux                        | Random House. 9780394489889.              |                                       |                                            |
| 1976 | William Gaddis              | J R                                            | OCLC 63423720.                            | Jota Erre                             | 2013. Sexto Piso. 9788415601388.           |
| 1977 | Wallace Stegner             | The Spectator Bird                             | Doubleday. 9780385078900.                 | El pájaro espectador                  | 2010. Libros del Asteroide. 9788492663286. |
| 1978 | Mary Lee Settle             | Blood Tie                                      | Houghton Mifflin. 9780395254011.          |                                       |                                            |
| 1979 | Tim O'Brien                 | Going After Cacciato                           | Delacorte Press. 9780440029489.           | Persiguiendo a Cacciato               | 2017. Contra. 9788494683312.               |
| 1980 | William Styron Tapa dura    | Sophie's Choice                                | Random House. 9780394461090.              | La decisión de Sophie                 | 1986. Grijalbo. 9788425318146.             |
| 1980 | John Irving Tapa blanda     | The World According to Garp                    | Dutton. 9780525237709.                    | El mundo según Garp                   | 1980. Argos Vergara. 9788470178757.        |
| 1981 | Wright Morris Tapa dura     | Plains Song                                    | Harper & Row. 9780060130473.              |                                       |                                            |
| 1981 | John Cheever Tapa blanda    | The Stories of John Cheever                    | Knopf. 9780394500874.                     | Cuentos                               | 2018. Random House. 9788439733577.         |
| 1982 | John Updike Tapa dura       | Rabbit is Rich                                 | Knopf. 9780394520872.                     | Conejo es rico                        | 2002. Tusquets. 9788483102077.             |
| 1982 | William Maxwell Tapa blanda | So Long, See You Tomorrow                      | Knopf. 9780394508351.                     | Adiós, hasta mañana                   | 1989. Versal. 9788486717896.               |
| 1983 | Alice Walker Tapa dura      | The Color Purple                               | Washington Square. 9780671526023.         | El color púrpura                      | 1984. Plaza & Janés. 9788401360527.        |
| 1983 | Eudora Welty Tapa blanda    | The Collected Stories of Eudora Welty          | Harcourt Brace Jovanovich. 9780151189946. | Cuentos completos                     | 2009. Lumen. 9788426416599.                |
| 1984 | Ellen Gilchrist             | Victory Over Japan: A Book of Stories          |                                           |                                       |                                            |
| 1985 | Don DeLillo                 | White Noise                                    | Viking Press. 9780670803736.              | Ruido de fondo                        | 1994. Circe. 9788477650980.                |
| 1986 | E.L. Doctorow               | World's Fair                                   | Random House. 9780394525280.              | La feria del mundo                    | 1991. Planeta. 9788432033513.              |
| 1987 | Larry Heinemann             | Paco's Story                                   | Farrar, Straus & Giroux. 9780374228477.   | La historia de Paco                   | 1990. Círculo de Lectores. 9788422629771.  |
| 1988 | Pete Dexter                 | Paris Trout                                    | Random House. 9780394563701.              | Paris Trout                           | 1992. Anagrama. 9788433911599.             |
| 1989 | John Casey                  | Spartina                                       | Avon Books. 9780380711048.                |                                       |                                            |
| 1990 | Charles R. Johnson          | Middle Passage                                 | Simon & Schuster. 9780689119682.          | La trata                              | 1991. Seix Barral. 9788432246630           |
| 1991 | Norman Rush                 | Mating                                         | Knopf. 9780394544724.                     |                                       |                                            |
| 1992 | Cormac McCarthy             | All the Pretty Horses                          | Knopf. 9780394574745.                     | Todos los hermosos caballos           | 1999. Debate. 9788483062173.               |
| 1993 | Annie Proulx                | The Shipping News                              | Charles Scribner's Sons. 9780684193373.   | Atando cabos                          | 1995. Tusquets. 9788472239210.             |
| 1994 | William Gaddis              | A Frolic of His Own                            | Scribner. 9780671669843.                  | Su pasatiempo favorito                | 1996. Círculo de Lectores. 9788422660309.  |
| 1995 | Philip Roth                 | Sabbath's Theater                              | Houghton Mifflin. 9780395739822.          | El teatro de Sabbath                  | 1997. Alfaguara. 9788420428352.            |
| 1996 | Andrea Barrett              | Ship Fever and Other Stories                   | W. W. Norton. 9780393038538.              |                                       |                                            |
| 1997 | Charles Frazier             | Cold Mountain                                  | Atlantic Monthly Press. 9780871136794.    | Monte frío                            | 1998. Lumen 9788426412614.                 |
| 1998 | Alice McDermott             | Charming Billy                                 | Farrar, Straus & Giroux. 9780374120801.   | Un hombre con encanto                 | 1999. Tusquets. 9788483101148.             |
| 1999 | Ha Jin                      | Waiting                                        | Pantheon. 9781568958859.                  | La espera                             | 2000. Tusquets. 9788483101520.             |
| 2000 | Susan Sontag                | In America                                     | Farrar, Straus & Giroux. 9780312273200.   | En América                            | 2002. Alfaguara. 9788420443300.            |
| 2001 | Jonathan Franzen            | The Corrections                                | Farrar, Straus &Giroux. 9780312421274.    | Las correcciones                      | 2002. Seix Barral. 9788432219917.          |
| 2002 | Julia Glass                 | Three junes                                    | Pantheon. 9780385721424.                  | Tres junios                           | 2004. Roca. 9788496284067.                 |
| 2003 | Shirley Hazzard             | The Great Fire                                 | Picador. 9780312423582.                   | El gran incendio                      | 2005. Destino. 9788423337378.              |
| 2004 | Lily Tuck                   | The News from Paraguay                         | HarperCollins. 9780066209449.             | Noticias desde Paraguay               | 2005. Grijalbo. 9788425339738.             |
| 2005 | William T. Vollmann         | Europe Central                                 | Viking. 9780143036593.                    | Europa Central                        | 2007. Random House. 9788439701668.         |
| 2006 | Richard Powers              | The Echo Maker                                 | Farrar, Straus & Giroux. 9780374146351.   | El eco de la memoria                  | 2010. Random House. 9788439721949.         |
| 2007 | Denis Johnson               | Tree of Smoke                                  | Farrar, Straus & Giroux. 9780374279127.   | Árbol de humo                         | 2008. Random House. 9788439721383.         |
| 2008 | Peter Matthiessen           | Shadow Country                                 | Modern Library. 9780679640196.            | País de sombras                       | 2010. Seix Barral. 9788432228698.          |
| 2009 | Colum McCann                | Let the Great World Spin                       | Random House. 9781400063734.              | Que el vasto mundo siga girando       | 2010. RBA. 9788498677454.                  |
| 2010 | Jaimy Gordon                | Lord of Misrule                                | McPherson & Company. 9780929701837.       |                                       |                                            |
| 2011 | Jesmyn Ward                 | Salvage the Bones                              | McPherson & Company. 9781608195220.       | Quedan los huesos                     | 2013. Siruela. 9788415803904.              |
| 2012 | Louise Erdrich              | The Round House                                | Harper. 9780062065247.                    | La casa redonda                       | 2013. Siruela. 9788415723035.              |
| 2013 | James McBride               | The Good Lord Bird                             | Riverhead Books. 9781594486340.           | El pájaro carpintero                  | 2017. Hoja de Lata. 9788416537198.         |
| 2014 | Phil Klay                   | Redeployment                                   | Penguin Books. 9781594204999.             | Nuevo destino                         | 2015. Random House. 9788439730163.         |
| 2015 | Adam Johnson                | Fortune Smiles                                 | Random House. 9780812997477.              | George Orwell fue amigo mío           | 2017. Seix Barral. 9788432229848.          |
| 2016 | Colson Whitehead            | The Underground Railroad                       | Doubleday. 9780385542364.                 | El ferrocarril subterráneo            | 2017. Random House. 9788439733003.         |
| 2017 | Jesmyn Ward                 | Sing, Unburied, Sing                           | Scribner. 9781501126062.                  | La canción de los vivos y los muertos | 2018. Sexto Piso. 9788416677917.           |
| 2018 | Sigrid Nunez                | The Friend                                     | Riverhead Books. 9780735219441.           | El amigo                              | 2019. Anagrama. 9788433980380.             |
| 2019 | Susan Choi                  | Trust Exercise                                 | Henry Holt & Company. 9781250309884.      | Ejercicio de confianza                | 2020. Alba. 9788490657041.                 |
| 2020 | Charles Yu                  | Interior Chinatown                             | Pantheon. 9780307907196.                  |                                       |                                            |
| 2021 | Jason Mott                  | Hell of a Book                                 | Dutton. 9780593330968.                    |                                       |                                            |
| 2022 | Tess Gunty                  | The Rabbit Hutch                               | Knopf. 9780593534663.                     | La conejera                           | 2023. Sexto Piso. 9788419261571.           |
| 2023 | Justin Torres               | Blackouts                                      | Farrar, Straus & Giroux. 9780374293574.   |                                       |                                            |

### No ficción
| Año       | Autor | Original | Publicación | Traducción | Publicación |
| --------- | --- | --- | --- | --- | --- |
| 1950      | Ralph L. Rusk | The Life of Ralph Waldo Emerson | Charles Scribner's Sons. OCLC 184140. | | |
| 1951      | Newton Arvin | Herman Melville | W. Sloane. 9780837165240. | | |
| 1952      | Rachel Carson | The Sea Around Us | Oxford University Press. OCLC 573901. | El mar que nos rodea | 1980. Grijalbo. 9788425312205. |
| 1953      | Bernard A. De Voto | The Course of Empire | Houghton Mifflin. 9780395510148. | | |
| 1954      | Bruce Catton | A Stillness at Appomattox | Doubleday. OCLC 283588. | | |
| 1955      | Joseph Wood Krutch | The Measure of Man | Grosset & Dunlap. OCLC 250790315. | | |
| 1956      | Herbert Kubly | American in Italy | Simon & Schuster. OCLC 1228001. | | |
| 1957      | George F. Kennan | Russia Leaves the War | Princeton University Press. OCLC 1106320. | | |
| 1958      | Catherine Drinker Bowen | The Lion and the Throne | Little, Brown & Company. OCLC 640091426. | | |
| 1959      | J. Christopher Herold | Mistress to an Age: A Life of Madame de Staël | Grove Press. 9780802138378. | Una amante y su época | 1961. Plaza & Janés. 9788401330025. |
| 1960      | Richard Ellmann | James Joyce | Faber & Faber. OCLC 560097246. | James Joyce | 1991. Anagrama. 9788433907660. |
| 1961      | William L. Shirer | The Rise and Fall of the Third Reich | Simon & Schuster. 9780671624200. | Auge y caida del Tercer Reich | 1962. Caralt. OCLC 803158321. |
| 1962      | Lewis Mumford | The City in History: Its Origins, its Transformations and its Prospects | Harcourt, Brace & World. 9780156180351. | La ciudad en la historia: sus orígenes, transformaciones y perspectivas | 2012. Pepitas de Calabaza. 9788493943783. |
| 1963      | Leon Edel | Henry James. Vol. II & III | University of Minnesota Pres. OCLC 275725. | | |
| 1964-1979 | Entre 1964 y 1979, ambos inclusive, no se entregó el premio de no ficción. A cambio se entregaron otras categorías, posteriormente desaparecidas, y que se relacionan más abajo en este mismo artículo. | Entre 1964 y 1979, ambos inclusive, no se entregó el premio de no ficción. A cambio se entregaron otras categorías, posteriormente desaparecidas, y que se relacionan más abajo en este mismo artículo. | Entre 1964 y 1979, ambos inclusive, no se entregó el premio de no ficción. A cambio se entregaron otras categorías, posteriormente desaparecidas, y que se relacionan más abajo en este mismo artículo. | Entre 1964 y 1979, ambos inclusive, no se entregó el premio de no ficción. A cambio se entregaron otras categorías, posteriormente desaparecidas, y que se relacionan más abajo en este mismo artículo. | Entre 1964 y 1979, ambos inclusive, no se entregó el premio de no ficción. A cambio se entregaron otras categorías, posteriormente desaparecidas, y que se relacionan más abajo en este mismo artículo. |
| 1980      | Tom Wolfe | The Right Stuff | Farrar, Straus & Giroux. 9780374250324. | Elegidos para la gloria / Lo que hay que tener | 1994. RBA. 9788447306282. |
| 1980      | Peter Matthiessen | The Snow Leopard | Viking Press. 9780670653744. | El leopardo de las nieves | 1993. Siruela. 9788478441310. |
| 1981      | Maxine Hong Kingston | China Men | Knopf. 9780394424637. | | |
| 1981      | Jane Kramer | The Last Cowboy | Harper & Row. 9780060124540. | | |
| 1982      | Tracy Kidder | The Soul of a New Machine | Little, Brown & Company. 9780316491709. | El alma de una nueva máquina | 1983. Gedisa. 9788474321944. |
| 1982      | Victor S. Navasky | Naming Names | Viking Press. 9780670503933. | | |
| 1983      | Fox Butterfield | China: Alive in the Bitter Sea | Times Books. 9780812909272. | | |
| 1983      | James Fallows | National Defense | Random House. 9780394518244. | | |
| 1984      | Robert V. Remini | Andrew Jackson & the Course of American Democracy, 1833-1845 | Harper & Row. 9780060152796. | | |
| 1985      | J. Anthony Lukas | Common Ground: A Turbulent Decade in the Lives of Three American Families | Knopf. 9780394411507. | | |
| 1986      | Barry Lopez | Arctic Dreams | Charles Scribner's Sons. 9780684185781. | Sueños árticos | 2020. Capitán Swing. 9788412219272. |
| 1987      | Richard Rhodes | The Making of the Atomic Bomb | HarperCollins. 9780671441333. | | |
| 1988      | Neil Sheehan | A Bright Shining Lie: John Paul Vann and America in Vietnam | Vintage Books. 9780679724148. | | |
| 1989      | Thomas L. Friedman | From Beirut to Jerusalem | Farrar, Straus & Giroux. 9780374158941. | | |
| 1990      | Ron Chernow | The House of Morgan: An American Banking Dynasty and the Rise of Modern Finance | Atlantic Monthly Press. 9780871133380. | | |
| 1991      | Orlando Patterson | Freedom | Basic Books. 9780465025350. | | |
| 1992      | Paul Monette | Becoming a Man: Half a Life Story | Harcourt Brace Jovanovich. 9780151115198. | | |
| 1993      | Gore Vidal | United States: Essays 1952-1992 | Random House. 9780679414896. | | |
| 1994      | Sherwin B. Nuland | How We Die: Reflections on Life's Final Chapter | Vintage Books. 9780679414612. | Cómo morimos: reflexiones sobre el último capítulo de la vida | 1995. Alianza. 9788420694191. |
| 1995      | Tina Rosenberg | The Haunted Land: Facing Europe's Ghosts After Communism | Random House. 9780679422150. | | |
| 1996      | James P. Carroll | An American Requiem: God, My Father, and the War that Came Between Us | Houghton Mifflin. 9780395779262. | | |
| 1997      | Joseph J. Ellis | American Sphinx: The Character of Thomas Jefferson | Knopf. 9780679444909. | | |
| 1998      | Edward Ball | Slaves in the Family] | Farrar, Straus & Giroux. 9780374265823. | Esclavos en la familia | 2000. Península. 9788483072516. |
| 1999      | John W. Dower | Embracing Defeat: Japan in the Wake of World War II | W. W. Norton & Company. 9780393046861. | | |
| 2000      | Nathaniel Philbrick | In the Heart of the Sea: The Tragedy of the Whaleship Essex | Viking. 9780670891573. | En el corazón del mar | 2001. Random House. 9788439706311. |
| 2001      | Andrew Solomon | The Noonday Demon: An Atlas of Depression | Scribner. 9780684854663. | El demonio de la depresión | 2002. Ediciones B. 9788466606837. |
| 2002      | Robert Caro | Master of the Senate: The Years of Lyndon Johnson | Knopf. 9780394499734. | | |
| 2003      | Carlos Eire | Waiting for Snow in Havana: Confessions of a Cuban Boy | Free Press. 9780743219655. | | |
| 2004      | Kevin Boyle | Arc of Justice: A Saga of Race, Civil Rights, and Murder in the Jazz Age | Henry Holt & Company. 9780805079333. | | |
| 2005      | Joan Didion | The Year of Magical Thinking | Knopf. 9781400043149. | El año del pensamiento mágico | 2006. Global Rhythm Press. 9788493448745. |
| 2006      | Timothy Egan | The Worst Hard Time: The Untold Story of Those Who Survived the Great American Dust Bowl | Houghton Mifflin. 9780618346974. | | |
| 2007      | Tim Weiner | Legacy of Ashes: The History of the CIA | Doubleday. 9780385514453. | Legado de cenizas: Historia de la CIA | 2008. Debate. 9788483068021. |
| 2008      | Annette Gordon-Reed | The Hemingses of Monticello: An American Family | W. W. Norton & Company. 9780393064773. | | |
| 2009      | T. J. Stiles | The First Tycoon:The Epic Life of Cornelius Vanderbilt | Knopf. 9780375415425. | | |
| 2010      | Patti Smith | Just Kids | Ecco. 9780066211312. | Éramos unos niños | 2010. Lumen. 9788426414052. |
| 2011      | Stephen Greenblatt | The Swerve: How the World Became Modern | W. W. Norton & Company. 9780393064476. | El giro: de cómo un manuscrito olvidado contribuyó a crear el mundo moderno | 2012. Crítica. 9788498924121. |
| 2012      | Katherine Boo | Behind the Beautiful Forevers: Life, Death, and Hope in a Mumbai Undercity | Random House. 9781400067558. | Un maravilloso porvenir : vida, muerte y esperanza en los suburbios de Bombay | 2012. Aguilar. 9788403012585. |
| 2013      | George Packer | The Unwinding: An Inner History of the New America | Farrar, Straus & Giroux. 9780374102418. | El desmoronamiento : una crónica íntima de la nueva América | 2015. Debate. 9788499924694. |
| 2014      | Evan Osnos | Age of Ambition: Chasing Fortune, Truth, and Faith in the New China | Farrar, Straus & Giroux. 9780374280741. | China: la edad de la ambición | 2017. Hombre del Tres. 9788494174964. |
| 2015      | Ta-Nehisi Coates | Between the World and Me | Spiegel & Grau. 9780812993547. | Entre el mundo y yo | 2016. Seix Barral. 9788432229756. |
| 2016      | Ibram X. Kendi | Stamped from the Beginning: The Definitive History of Racist Ideas in America | Nation Books. 9781568584638. | Marcados al nacer : la historia definitiva de las ideas racistas en Estados Unidos | 2021. Debate. 9788418006135. |
| 2017      | Masha Gessen | The Future Is History: How Totalitarianism Reclaimed Russia | Riverhead Books. 9781594634536. | El futuro es historia : Rusia y el regreso del totalitarismo | 2018. Turner Publicaciones. 9788417141547. |
| 2018      | Jeffrey C. Stewart | The New Negro: The Life of Alain Locke | Oxford University Press. 9780190056056. | | |
| 2019      | Sarah M. Broom | The Yellow House | Grove Press. 9780802125088. | | |
| 2020      | Tamara Payne y Les Payne | The Dead Are Arising: The Life of Malcolm X | Liveright Publishing Corporation. 9781631491665. | | |
| 2021      | Tiya Miles | All That She Carried: The Journey of Ashley’s Sack, a Black Family Keepsake | Random House. 9780802125088. | | |

### Poesía
| Año       | Autor                                                                  | Original                                                               | Publicación                                                            | Traducción                                                             | Publicación                                                            |
| --------- | ---------------------------------------------------------------------- | ---------------------------------------------------------------------- | ---------------------------------------------------------------------- | ---------------------------------------------------------------------- | ---------------------------------------------------------------------- |
| 1950      | William Carlos Williams                                                | Paterson: Book III and Selected Poems                                  | New Directions. OCLC 296452.                                           | Paterson                                                               | 2001. Cátedra. 9788437619385.                                          |
| 1950      | William Carlos Williams                                                | Selected Poems                                                         | New Directions. OCLC 255831528.                                        |                                                                        |                                                                        |
| 1951      | Wallace Stevens                                                        | The Auroras of Autumn                                                  | Knopf. OCLC 1460259                                                    | Las auroras de otoño                                                   | 1993. Visor. 9788475223117.                                            |
| 1952      | Marianne Moore                                                         | Collected Poems                                                        | The MacMillan Company. OCLC 41173067.                                  | Poesía reunida, 1915-1951                                              | 1996. Hiperión. 9788475174792.                                         |
| 1953      | Archibald MacLeish                                                     | Collected Poems, 1917-1952                                             | Houghton Mifflin. OCLC 1154551421.                                     |                                                                        |                                                                        |
| 1954      | Conrad Aiken                                                           | Collected Poems                                                        | Oxford University Press. 9780195012583.                                |                                                                        |                                                                        |
| 1955      | Wallace Stevens                                                        | The Collected Poems of Wallace Stevens                                 | Knopf. 9780394403304.                                                  | Poesía reunida                                                         | 2021. Punto de lectura. 9788466348010.                                 |
| 1956      | W.H. Auden                                                             | The Shield of Achilles                                                 | Random House. OCLC 41182574.                                           |                                                                        |                                                                        |
| 1957      | Richard Wilbur                                                         | Things of This World                                                   | Harcourt. OCLC 290812.                                                 |                                                                        |                                                                        |
| 1958      | Robert Penn Warren                                                     | Promises: Poems, 1954-1956                                             | Random House. OCLC 290578.                                             |                                                                        |                                                                        |
| 1959      | Theodore Roethke                                                       | Words for the Wind                                                     | CAmbridge University Press. 97811076056950.                            |                                                                        |                                                                        |
| 1960      | Robert Lowell                                                          | Life Studies                                                           | Farrar, Straus & Giroux. 9780374506285.                                |                                                                        |                                                                        |
| 1961      | Randall Jarrell                                                        | The Woman at the Washington Zoo                                        | Atheneum. OCLC 41669858.                                               |                                                                        |                                                                        |
| 1962      | Alan Dugan                                                             | Poems                                                                  | Yale University Press. OCLC 282799.                                    |                                                                        |                                                                        |
| 1963      | William Stafford                                                       | Traveling Through the Dark                                             | Harper & Row. OCLC 274389.                                             |                                                                        |                                                                        |
| 1964      | John Crowe Ransom                                                      | Selected Poems                                                         | Knopf. OCLC 856355.                                                    |                                                                        |                                                                        |
| 1965      | Theodore Roethke                                                       | The Far Field                                                          | Doubleday. OCLC 288295.                                                |                                                                        |                                                                        |
| 1966      | James Dickey                                                           | Buckdancer's Choice                                                    | Wesleyan University Press. 9780585371238.                              |                                                                        |                                                                        |
| 1967      | James Merrill                                                          | Nights and Days                                                        | Atheneum. 9780689101878.                                               |                                                                        |                                                                        |
| 1968      | Robert Bly                                                             | The Light Around the Body                                              | Harper & Row. OCLC 291714.                                             |                                                                        |                                                                        |
| 1969      | John Berryman                                                          | His Toy, His Dream, His Rest                                           | Farrar, Straus & Giroux. OCLC 160274.                                  |                                                                        |                                                                        |
| 1970      | Elizabeth Bishop                                                       | The Complete Poems                                                     | Farrar, Straus & Giroux. 9780374518172.                                | Obra poética                                                           | 2008. Igitur. 9788495142573.                                           |
| 1971      | Mona Van Duyn                                                          | To See, To Take                                                        | Atheneum. OCLC 66841.                                                  |                                                                        |                                                                        |
| 1972      | Frank O'Hara                                                           | The Collected Works of Frank O'Hara                                    | Knopf. 9780394439013.                                                  |                                                                        |                                                                        |
| 1972      | Howard Moss                                                            | Selected Poems                                                         | Atheneum. OCLC 124280.                                                 |                                                                        |                                                                        |
| 1973      | A. R. Ammons                                                           | Collected Poems, 1951-1971                                             | W. W. Norton & Company. 9780393042412.                                 |                                                                        |                                                                        |
| 1974      | Allen Ginsberg                                                         | The Fall of America: Poems of these States, 1965-1971                  | City Lights. 9780872860636.                                            | La caída de América                                                    | 1997. Visor Libros. 9788475220765.                                     |
| 1974      | Adrienne Rich                                                          | Diving into the Wreck: Poems 1971-1972                                 | W. W. Norton & Company. 9780393043846.                                 |                                                                        |                                                                        |
| 1975      | Marilyn Hacker                                                         | Presentation Piece                                                     | Viking Press. 9780670573998.                                           |                                                                        |                                                                        |
| 1976      | John Ashbery                                                           | Self-portrait in a Convex Mirror                                       | Viking Press. 9780670632831.                                           | Autorretrato en espejo convexo                                         | 2006. Visor. 978-8475222479.                                           |
| 1977      | Richard Eberhart                                                       | Collected Poems, 1930-1976                                             | Oxford University Press. 9780195198492.                                |                                                                        |                                                                        |
| 1978      | Howard Nemerov                                                         | The Collected Poems of Howard Nemerov                                  | University of Chicago Press. 9780226572581.                            |                                                                        |                                                                        |
| 1979      | James Merrill                                                          | Mirabell: Book of Numbers                                              | Atheneum. 9780689109010.                                               |                                                                        |                                                                        |
| 1980      | Philip Levine                                                          | Ashes: Poems New and Old                                               | Atheneum. 9780689109751.                                               |                                                                        |                                                                        |
| 1981      | Lisel Mueller                                                          | The Need to Hold Still                                                 | The Missouri Review. OCLC 7371312035.                                  |                                                                        |                                                                        |
| 1982      | William Bronk                                                          | Life Supports: New and Collected Poems                                 | North Point Press. 9780865470392.                                      |                                                                        |                                                                        |
| 1983      | Charles Wright                                                         | Country Music: Selected Early Poems                                    | Wesleyan University Press. 9780819550668.                              |                                                                        |                                                                        |
| 1983      | Galway Kinnell                                                         | Selected Poems                                                         | Houghton Mifflin. 9780395320457.                                       |                                                                        |                                                                        |
| 1984-1979 | Entre 1984 y 1990, ambos inclusive, no se entregó el premio de poesía. | Entre 1984 y 1990, ambos inclusive, no se entregó el premio de poesía. | Entre 1984 y 1990, ambos inclusive, no se entregó el premio de poesía. | Entre 1984 y 1990, ambos inclusive, no se entregó el premio de poesía. | Entre 1984 y 1990, ambos inclusive, no se entregó el premio de poesía. |
| 1991      | Philip Levine                                                          | What Work Is                                                           | Knopf. 9780679401667.                                                  |                                                                        |                                                                        |
| 1992      | Mary Oliver                                                            | New & Selected Poems                                                   | Beacon Press. 9780807068199.                                           |                                                                        |                                                                        |
| 1993      | A. R. Ammons                                                           | Garbage                                                                | W. W. Norton & Compaqny. 9780393312034.                                | Basura y otros poemas                                                  | 2013. Lumen. 9788426421746.                                            |
| 1994      | James Tate                                                             | A Worshipful Company of Fletchers                                      | Ecco. 9780880013802.                                                   |                                                                        |                                                                        |
| 1995      | Stanley Kunitz                                                         | Passing Through: The Later Poems                                       | W. W. Norton & Company. 9780393316155 9780393316155.                   |                                                                        |                                                                        |
| 1996      | Hayden Carruth                                                         | Scrambled Eggs & Whiskey                                               | Copper Canyon Press. 9781556591105.                                    |                                                                        |                                                                        |
| 1997      | William Meredith                                                       | Effort at Speech: New & Selected Poems                                 | Triquarterly. 9780810150706.                                           |                                                                        |                                                                        |
| 1998      | Gerald Stern                                                           | This Time: New and Selected Poems                                      | W. W. Norton & Company. 9780393319095.                                 | Esta vez: antología poética                                            | 2014. Vaso Roto. 9788416193028.                                        |
| 1999      | Ai                                                                     | Vice: New & Selected Poems                                             | W. W. Norton & Company. 9780393320183.                                 |                                                                        |                                                                        |
| 2000      | Lucille Clifton                                                        | Blessing the Boats: New and Selected Poems 1988-2000                   | BOA Editions. 9781880238875.                                           |                                                                        |                                                                        |
| 2001      | Alan Dugan                                                             | Poems Seven: New and Complete Poetry                                   | Seven Stories Press. 9781583222652.                                    |                                                                        |                                                                        |
| 2002      | Ruth Stone                                                             | In the Next Galaxy                                                     | Copper Canyon Press. 9781556592072.                                    |                                                                        |                                                                        |
| 2003      | C. K. Williams                                                         | The Singing                                                            | Farrar, Straus & Giroux. 9780374529505.                                |                                                                        |                                                                        |
| 2004      | Jean Valentine                                                         | Door in the Mountain: New and Collected Poems, 1965-2003               | Wesleyan University Press. 9780819567123.                              |                                                                        |                                                                        |
| 2005      | W.S. Merwin                                                            | Migration: New & Selected Poems                                        | Copper Canyon Press. 9781556592614.                                    | Migración: antología poética                                           | 2009. Pre-Textos. 9788481919394.                                       |
| 2006      | Nathaniel Mackey                                                       | Splay Anthem                                                           | New Directions. 9780811216524.                                         |                                                                        |                                                                        |
| 2007      | Robert Hass                                                            | Time and Materials: Poems, 1997-2005                                   | Ecco. 9780061349607.                                                   | Tiempo y materiales: 1997-2005                                         | 2008. Batlerby. 9788495408877.                                         |
| 2008      | Mark Doty                                                              | Fire to Fire: New and Collected Poems                                  | Harper Collins. 9780060752477.                                         |                                                                        |                                                                        |
| 2009      | Keith Waldrop                                                          | Transcendental Studies: A Trilogy                                      | University of California Press. 9780520258785.                         |                                                                        |                                                                        |
| 2010      | Terrance Hayes                                                         | Lighthead                                                              | Penguin Books. 9780143116967.                                          |                                                                        |                                                                        |
| 2011      | Nikky Finney                                                           | Head Off & Split                                                       | Triquarterly. 9780810152168.                                           |                                                                        |                                                                        |
| 2012      | David Ferry                                                            | Bewilderment: New Poems and Translations                               | University of Chicago Press. 9780226244884.                            |                                                                        |                                                                        |
| 2013      | Mary Szybist                                                           | Incarnadine                                                            | Graywolf Press. 9781555976354.                                         |                                                                        |                                                                        |
| 2014      | Louise Glück                                                           | Faithful and Virtuous Night                                            | Farrar, Straus & Giroux. 9780374152017.                                | Nocha fiel y virtuosa                                                  | 2021. Visor Libros. 9788498954296.                                     |
| 2015      | Robin Coste Lewis                                                      | Voyage of the Sable Venus                                              | Knopf. 9781101875438.                                                  |                                                                        |                                                                        |
| 2016      | Daniel Borzutzky                                                       | The Performance of Becoming Human                                      | Brooklyn Arts Press. 9781936767465.                                    |                                                                        |                                                                        |
| 2017      | Frank Bidart                                                           | Half-light: Collected Poems 1965-2016                                  | Farrar, Straus & Giroux. 9780374125950.                                |                                                                        |                                                                        |
| 2018      | Justin Phillip Reed                                                    | Indecency''                                                            | Coffee House Press. 9781566895149.                                     |                                                                        |                                                                        |
| 2019      | Arthur Sze                                                             | Sight Lines                                                            | Copper Canyon Press. 9781556595592.                                    |                                                                        |                                                                        |
| 2020      | Don Mee Choi                                                           | DMZ Colony                                                             | Wave Books. 9781940696959.                                             | Colonia DMZ                                                            | 2022. Rayo Verde. 9788419206893.                                       |
| 2021      | Martín Espada                                                          | Floaters                                                               | W. W. Norton & Company. 9780393541038.                                 |                                                                        |                                                                        |
| 2022      | John Keene                                                             | Punks. New & Selected Poems                                            | The Song Cave. 9781737277521.                                          |                                                                        |                                                                        |
| 2023      | Craig Santos Perez                                                     | from unincorporated territory [åmot]                                   | Omnidawn Publishing. 9781632431189.                                    |                                                                        |                                                                        |

### Traducción literaria
| Año       | Traductor                                                                   | Obra                                                                        | Publicación                                                                 | Original | En castellano                                                                   |
| --------- | --------------------------------------------------------------------------- | --------------------------------------------------------------------------- | --------------------------------------------------------------------------- | --- | ------------------------------------------------------------------------------- |
| 1967      | Gregory Rabassa                                                             | Hopscotch                                                                   | Pantheon Books. 9780394752846.                                              | Rayuela, de Julio Cortázar. Argentina.                                                                              | Rayuela. 2019. Alfaguara. 9788420437484.                                        |
| 1968      | Edna Hong y Howard Hong                                                     | Soren Kierkegaard’s Journals and Papers                                     | Indiana University Press. 9780253182395.                                    | |                                                                                 |
| 1969      | William Weaver                                                              | Cosmicomics                                                                 | Harcourt Brace. 9780156226004.                                              | Le cosmicomiche, de Italo Calvino. Italia.                                                                          | Las cosmicómicas. 1991. Minotauro. 9788445070499.                               |
| 1970      | Ralph Manheim                                                               | Castle to Castle                                                            | Delacorte Press. OCLC 1104                                                  | D'un château l'autre, de Louis-Ferdinand Céline. Francia.                                                           | De un castillo a otro. 1972. Lumen. 9788426410863.                              |
| 1971      | Edward G. Seidensticker                                                     | The Sound of the Mountain                                                   | Knopf. 9780679762645                                                        | Yama no Oto , de Yasunari Kawabata. Japón.                                                                          | El rumor de la montaña. 2007. Emecé. 9788496580121.                             |
| 1972      | Austryn Wainhouse                                                           | Chance and Necessity                                                        | Vintage Books. 9780394718255                                                | Le hasard et la nécessité, éssai sur la philosophie naturelle de la biologie moderne, de Jacques L. Monod. Francia. | El azar y la necesidad. 2007. Emecé. 9788496580121.                             |
| 1973      | Allen Mandelbaum                                                            | The Aeneid of Virgil                                                        | University of California Press. 9780520016200                               | Aeneis, de Virgilio. Antigua Roma (latín).                                                                          | Eneida. 2017. Alianza. 9788491045694.                                           |
| 1974      | Jackson Mathews                                                             | Monsieur Teste                                                              | Princeton University Press. 9780691099347                                   | La Soirée avec monsieur Teste, de Paul Valéry. Francia.                                                             | Monsieur Teste. 1999. Visor. 9788477742982.                                     |
| 1975      | Anthony Kerrigan                                                            | The Agony of Christianity and Essays on Faith                               | Princeton University Press. 9780691099330                                   | La agonía del cristianismo, de Miguel de Unamuno. España.                                                           | La agonía del cristianismo. 2008. Espasa-Calpe. 9788467029291.                  |
| 1976      | No se entregó.                                                              | No se entregó.                                                              | No se entregó.                                                              | No se entregó. | No se entregó.                                                                  |
| 1977      | Li-Li Ch'en                                                                 | Master Tung’s Western Chamber Romance                                       | Cambridge University Press. 9780521208710                                   | Tung Hsi-hsiang chu-kung-tiao, anónimo. China.                                                                      |                                                                                 |
| 1978      | Clara Winston y Richard Winston                                             | In the Deserts of This Earth                                                | Harcourt Brace. 9780151446100                                               | In den Wüsten dieser Erde, de Uwe George. Alemania.                                                                 |                                                                                 |
| 1979      | Clayton Eshleman y Jose Rubin Barcia                                        | The Complete Posthumous Poetry                                              | University of California Press. 9780520036482                               | Poesía completa, de César Vallejo. Perú.                                                                            | Antología poética. 2001. Espasa. 9788423973934.                                 |
| 1980      | Jane Gary Harris y Constance Link                                           | Complete Critical Prose and Letters                                         | Ardis. 9780882331638                                                        | Ósip Mandelshtam. Rusia.                                                                                            | Sobre la naturaleza de la palabra y otros ensayos. 2003. Ardora. 9788488020376. |
| 1981      | John E. Woods                                                               | Evening Edged in Gold                                                       | Harcourt Brace. 9780151293766                                               | Abend mit Goldrand, de Arno Schmidt. Alemania.                                                                      |                                                                                 |
| 1982      | Robert Lyons Danly                                                          | In the Shade of Spring Leaves: The Life and Writings of Higuchi Ichiyō      | Yale University Press. 9780300026146                                        | Ichiyō Higuchi. Japón.                                                                                              |                                                                                 |
| 1983      | Richard Howard                                                              | Les Fleurs du Mal                                                           | Godine. 9781567927245                                                       | Charles Baudelaire. Francia.                                                                                        | Las flores del mal. 1983. Antiguas. 9788475700021.                              |
| 1984-2017 | Entre 1984 y 2017, ambos inclusive, no se concedió premio a esta categoría. | Entre 1984 y 2017, ambos inclusive, no se concedió premio a esta categoría. | Entre 1984 y 2017, ambos inclusive, no se concedió premio a esta categoría. | Entre 1984 y 2017, ambos inclusive, no se concedió premio a esta categoría.                                         | Entre 1984 y 2017, ambos inclusive, no se concedió premio a esta categoría.     |
| 2018      | Margaret Mitsutani                                                          | The Emissary                                                                | New Directions Publishing. 9780811227629.                                   | Kentoshi, de Yoko Tawada. Japón.                                                                                    | El emisario. 2023. Anagrama. 9788433906243.                                     |
| 2019      | Ottilie Mulzet                                                              | Baron Wenckheim’s Homecoming                                                | New Directions Publishing. 9780811226646.                                   | Báró Wenckheim hazatér, de László Krasznahorkai. Hungría.                                                           |                                                                                 |
| 2020      | Morgan Giles                                                                | Tokyo Ueno Station                                                          | Riverhead Books. 9780593088029.                                             | JR Ueno-Eki Kōenguchi, de Miri Yu. Japón.                                                                           | Tokio, estación de Ueno. 2022. Impedimenta. 9788418668494.                      |
| 2021      | Aneesa Abbas Higgins                                                        | Winter in Sokcho                                                            | Open Letter. 9781948830416.                                                 | Hiver à Sokcho, de Elisa Shua Dusapin. Francia.                                                                     | Un invierno en Sokcho. 2017. Alianza. 9788491048275.                            |
| 2022      | Megan McDowell                                                              | Seven Empty Houses                                                          | Riverhead Books. 9780525541394.                                             | Siete casas vacías, de Samanta Schweblin. Argentina.                                                                | Siete casas vacías. 2015. Páginas de Espuma. 9788483931851.                     |
| 2023      | Bruna Dantas Lobato                                                         | The Words That Remain                                                       | New Vessel Press. 9781954404120.                                            | A Palavra Que Resta, de Stênio Gardel. Brasil.                                                                      |                                                                                 |

### Literatura juvenil
| Año       | Autor | Original                                                                                                  | Publicación                                                                                               | Traducción                                                                                                | Publicación                                                                                               |
| --------- | --- | --- | --- | --- | --- |
| 1969      | Meindert DeJong                                                                                           | Journey from Peppermint Street                                                                            | Harper & Row. 9780064400114.                                                                              | | |
| 1970      | Isaac Bashevis Singer                                                                                     | A Day of Pleasure: Stories of a Boy Growing Up in Warsaw                                                  | Farrar, Straus & Giroux. OCLC 59403.                                                                      | Cuando Schlemel fue a Varsovia y otros cuentos                                                            | 1982. Alfaguara. 9788420431086.                                                                           |
| 1971      | Lloyd Alexander                                                                                           | The Marvelous Misadventures of Sebastian                                                                  | Dutton & Company. 9780525347385.                                                                          | | |
| 1972      | Donald Barthelme                                                                                          | The Slightly Irregular Fire Engine or The Hithering Thithering Djinn                                      | Farrar, Straus & Giroux. 9780374370381.                                                                   | El Coche de bomberos ligeramente defectuoso, o, El Geniecillo de aquí para allá                           | 2012. Narval. 9788493998424.                                                                              |
| 1973      | Ursula K. Le Guin                                                                                         | The Farthest Shore                                                                                        | Atheneum Books. 9780140306941.                                                                            | La costa más lejana                                                                                       | 1992. Minotauro. 9788445070697.                                                                           |
| 1974      | Eleanor Cameron                                                                                           | The Court of the Stone Children                                                                           | Dutton & Company. 9780525283508.                                                                          | El patio de los niños de piedra                                                                           | 1988. Salvat. 9788434586376.                                                                              |
| 1975      | Virginia Hamilton                                                                                         | M. C. Higgins, the Great                                                                                  | Macmillan Publishing. 9780027424805.                                                                      | | |
| 1976      | Walter D. Edmonds                                                                                         | Bert Breen’s Barn                                                                                         | Little, Brown. 9780316211666.                                                                             | | |
| 1977      | Katherine Paterson                                                                                        | The Master Puppeteer                                                                                      | Crowell. 9780690009132.                                                                                   | | |
| 1978      | Judith Kohl & Herbert Kohl                                                                                | The View From the Oak: The Private Worlds of Other Creatures                                              | Scribner. 9780684150161.                                                                                  | | |
| 1979      | Katherine Paterson                                                                                        | The Great Gilly Hopkins                                                                                   | Thomas Y. Crowell & Company. 9780690038378.                                                               | La gran Gilly Hopkins                                                                                     | 1987. Salvat. 9788434586215.                                                                              |
| 1980      | Joan Blos                                                                                                 | A Gathering of Days: A New England Girl’s Journal, 1830-1832                                              | Atheneum Books for Young Readers. 9780684163406.                                                          | | |
| 1980      | Madeleine L'Engle                                                                                         | A Swiftly Tilting Planet                                                                                  | Farrar, Straus & Giroux. 9780312368562.                                                                   | Un planeta a la deriva                                                                                    | 2018. Gran Travesía. 9788494658792.                                                                       |
| 1981      | Betsy Byars                                                                                               | The Night Swimmers                                                                                        | Harper & Row. 9780064400114.                                                                              | | |
| 1981      | Beverly Cleary                                                                                            | Ramona and Her Mother                                                                                     | W. Morrow. 9780688221959.                                                                                 | Ramona y su madre                                                                                         | 1989. Planeta. 9788439511175.                                                                             |
| 1981      | Alison Cragin Herzig y Jane Lawrence Mali y Katrina Thomas                                                | Oh, Boy! Babies No-Ficción.                                                                               | Little Brown. 9780316358972                                                                               | | |
| 1982      | Lloyd Alexander                                                                                           | Westmark Ficción tapa dura                                                                                | Dutton. 9780525423355.                                                                                    | | |
| 1982      | Ouida Sebestyen                                                                                           | Words by Heart Ficción tapa blanda.                                                                       | Little Brown. 9780316779319.                                                                              | | |
| 1982      | Maurice Sendak                                                                                            | Outside Over There Ilustrado tapa dura.                                                                   | Harper & Row. 9780060255237.                                                                              | Al otro lado                                                                                              | 2015. Kalandraka. 9788484648611.                                                                          |
| 1982      | Peter Spier                                                                                               | Noah's Ark Ilustrado tapa blanda.                                                                         | Doubleday. 9780385094733.                                                                                 | El arca de Noé                                                                                            | 1990. Lumen. 9780385094733.                                                                               |
| 1982      | Susan Bonners                                                                                             | A Penguin Year No ficción.                                                                                | Delacorte Press. 9780440001669.                                                                           | | |
| 1983      | Jean Fritz                                                                                                | Homesick: My Own Story Ficción tapa dura                                                                  | Putnam's Sons. 9780399209338.                                                                             | | |
| 1983      | Joyce Carol Thomas                                                                                        | Marked by Fire Ficción tapa blanda.                                                                       | Avon Books. 9780380793273.                                                                                | | |
| 1983      | Paula Fox                                                                                                 | A Place Apart Ficción tapa blanda.                                                                        | Farrar, Straus & Giroux. 9780374359850.                                                                   | Un lugar aparte                                                                                           | 1986. Alfaguara. 9788420440880.                                                                           |
| 1983      | William Steig                                                                                             | Doctor De Soto Ilustrado tapa dura.                                                                       | Square Fish. 9780312611897.                                                                               | Doctor De Soto                                                                                            | 1993. Altea. 9788437266169.                                                                               |
| 1983      | Barbara Cooney                                                                                            | Miss Rumphius Ilustrado tapa dura.                                                                        | Harper Collins. 9780060173395.                                                                            | | |
| 1983      | Mary Ann Hoberman y Betty Fraser                                                                          | A House is a House for Me Ilustrado tapa blanda.                                                          | Viking Press. 9780670380169.                                                                              | | |
| 1983      | James Cross Giblin                                                                                        | Chimney Sweeps No ficción.                                                                                | Crowell. 9780690041927.                                                                                   | | |
| 1984-1995 | Entre los años 1984 y 1995, ambos inclusive, no se entregó el premio en categoría de literatura infantil. | Entre los años 1984 y 1995, ambos inclusive, no se entregó el premio en categoría de literatura infantil. | Entre los años 1984 y 1995, ambos inclusive, no se entregó el premio en categoría de literatura infantil. | Entre los años 1984 y 1995, ambos inclusive, no se entregó el premio en categoría de literatura infantil. | Entre los años 1984 y 1995, ambos inclusive, no se entregó el premio en categoría de literatura infantil. |
| 1996      | Víctor Martínez                                                                                           | Parrott In the Oven: Mi Vida                                                                              | Harper Trophy. 9780062290571.                                                                             | | |
| 1997      | Han Nolan                                                                                                 | Dancing on the Edge                                                                                       | Harcourt Brace. 9780152016487.                                                                            | | |
| 1998      | Louis Sachar                                                                                              | Holes | Farrar, Straus & Giroux. 9780374332655.                                                                   | Hoyos | 1999. Ediciones SM. 9788434867932.                                                                        |
| 1999      | Kimberly Willis Holt                                                                                      | When Zachary Beaver Came to Town                                                                          | Holt. 9780805061161.                                                                                      | | |
| 2000      | Gloria Whelan                                                                                             | Homeless Bird                                                                                             | HarperCollins. 9780064408196.                                                                             | Pájaro sin hogar                                                                                          | 2002. Everest. 9788424180775.                                                                             |
| 2001      | Virginia Euwer Wolff                                                                                      | True Believer                                                                                             | Atheneum Books for Young Readers. 9780689828270.                                                          | | |
| 2002      | Nancy Farmer                                                                                              | The House of the Scorpion                                                                                 | Atheneum Books for Young Readers. 9780439579292.                                                          | La marca del escorpión                                                                                    | 2003. Planeta. 9788408048152.                                                                             |
| 2003      | Polly Horvath                                                                                             | The Canning Season                                                                                        | Farrar, Straus & Giroux. 9780374399566.                                                                   | | |
| 2004      | Pete Hautman                                                                                              | Godless                                                                                                   | Simon & Schuster Books for Young Readers. 9781416908166.                                                  | | |
| 2005      | Jeanne Birdsall                                                                                           | The Penderwicks                                                                                           | Knopf. 9780375831430.                                                                                     | Las hermanas Penderwick                                                                                   | 2008. Salamandra. 9788498381658.                                                                          |
| 2006      | Matthew Tobin Anderson                                                                                    | The Astonishing Life of Octavian Nothing, Traitor to the Nation, Vol. I                                   | Candlewick Press. 9780763624026.                                                                          | | |
| 2007      | Sherman Alexie                                                                                            | The Absolutely True Diary of a Part-Time Indian                                                           | Little, Brown & Company. 9780316013697.                                                                   | El diario completamente verídico de un indio a tiempo parcial                                             | 2009. Siruela. 9788498412734.                                                                             |
| 2008      | Judy Blundell                                                                                             | What I Saw and How I Lied                                                                                 | Scholastic. 9780439903462.                                                                                | Lo que ví y por qué mentí                                                                                 | 2009. RBA. 9788498676143.                                                                                 |
| 2009      | Phillip Hoose                                                                                             | Claudette Colvin: Twice Toward Justice                                                                    | Farrar, Straus and Giroux. 9780374313227.                                                                 | | |
| 2010      | Kathryn Erskine                                                                                           | Mockingbird                                                                                               | Philomel Books. 9780399252648.                                                                            | | |
| 2011      | Thanhha Lai                                                                                               | Inside Out & Back Again                                                                                   | Harper. 9780061962783.                                                                                    | | |
| 2012      | William Alexander                                                                                         | Goblin Secrets                                                                                            | Margaret K. McElderry Books. 9781442427266.                                                               | | |
| 2013      | Cynthia Kadohata                                                                                          | The Thing About Luck                                                                                      | Atheneum Books for Young Readers. 9781416918820.                                                          | | |
| 2014      | Jacqueline Woodson                                                                                        | Brown Girl Dreaming                                                                                       | Nancy Paulsen Books. 9780399252518.                                                                       | | |
| 2015      | Neal Shusterman                                                                                           | Challenger Deep                                                                                           | HarperCollins Children's Books. 9780061134111.                                                            | El abismo                                                                                                 | 2017. Anaya. 9788469833155                                                                                |
| 2016      | John Lewis y Nate Powell y Andrew Aydin                                                                   | March: Book Three                                                                                         | Top Shelf Productions. 9781603094023.                                                                     | March : una crónica de la lucha por los derechos civiles de los afroamericanos                            | 2018. Norma. 9788467930498                                                                                |
| 2017      | Robin Benway                                                                                              | Far from the Tree                                                                                         | Harper Teen. 9780062330628.                                                                               | El esplendor de las raíces                                                                                | 2018. Destino. 9788467930498                                                                              |
| 2018      | Elizabeth Acevedo                                                                                         | The Poet X                                                                                                | Harper Teen. 9780062662811.                                                                               | Poet X | 2019. Urano. 9788492918645                                                                                |
| 2019      | Martin W. Sandler                                                                                         | 1919 The Year That Changed America                                                                        | Bloomsbury Children’s Books. 9781681198019.                                                               | | |
| 2020      | Kacen Callender                                                                                           | King and the Dragonflies                                                                                  | Scholastic Press. 9781338129335.                                                                          | | |
| 2021      | Malinda Lo                                                                                                | Last Night at the Telegraph Club                                                                          | Dutton Books for Young Readers. 9780525555254.                                                            | | |
| 2022      | Sabaa Tahir                                                                                               | All My Rage                                                                                               | Razorbill. 9780593202340.                                                                                 | | |
| 2023      | Dan Santat                                                                                                | A First Time for Everything                                                                               | Macmillan Publishers. 9781626724150.                                                                      | | |

### Ganadores de la Medalla a la contribución destacada
La Medal for Distinguished Contribution to American Letters se otorga cada año a un autor que haya enriquecido la herencia literaria estadounidense a lo largo de su vida. Los ganadores reciben además una compensación monetaria de 10 000 dólares.
| - 1988 : Jason Epstein - 1989 : Daniel J. Boorstin - 1990 : Saul Bellow - 1991 : Eudora Welty - 1992 : James Laughlin - 1993 : Clifton Fadiman - 1994 : Gwendolyn Brooks - 1995 : David McCullough - 1996 : Toni Morrison - 1997 : Studs Terkel | - 1998 : John Updike - 1999 : Oprah Winfrey - 2000 : Ray Bradbury - 2001 : Arthur Miller - 2002 : Philip Roth - 2003 : Stephen King - 2004 : Judy Blume - 2005 : Norman Mailer - 2006 : Adrienne Rich - 2007 : Joan Didion | - 2008 : Maxine Hong Kingston - 2009 : Gore Vidal - 2010 : Tom Wolfe - 2011 : John Ashbery - 2012 : Elmore Leonard - 2013 : E.L. Doctorow - 2014 : Ursula K. Le Guin - 2015 : Don DeLillo - 2016 : Robert Caro | - 2017 : Annie Proulx - 2018 : Isabel Allende - 2019 : Edmund White - 2020 : Walter Mosley - 2021 : Karen Tei Yamashita - 2022 : Art Spiegelman - 2023 : Rita Dove |

### Ganadores del Premio Literarian
El Literarian Award for Outstanding Service to the American Literary Community, se otorga cada año a alguna persona que haya ayudado a difundir la cultura literaria. Los ganadores reciben una compensación monetaria de 10 000 dólares.
| - 2005 : Lawrence Ferlinghetti - 2006 : Robert B. Silvers y Barbara Epstein - 2007 : Terry Gross - 2008 : Barney Rosset - 2009 : Dave Eggers - 2010 : Joan Ganz Cooney - 2011 : Mitchell Kaplan - 2012 : Arthur Sulzberger Jr. - 2013 : Maya Angelou - 2014 : Kyle Zimmer | - 2015 : James Patterson - 2016 : Cave Canem Foundation - 2017 : Richard Robinson - 2018 : Doron Weber - 2019 : Oren J. Teicher - 2020 : Carolyn Reidy - 2021 : Nancy Pearl - 2022 : Tracie D. Hall - 2023 : Paul Yamazaki |

## Otras categorías

### Artes y letras
| Año    | Autor                       | Original                                                          | Publicación                              | Traducción                                                   | Publicación                         |
| ------ | --------------------------- | ----------------------------------------------------------------- | ---------------------------------------- | ------------------------------------------------------------ | ----------------------------------- |
| 1964   | Aileen Ward                 | John Keats: The Making of a Poet                                  | Mercury Books. OCLC 1052742774.          |                                                              |                                     |
| 1965   | Eleanor Clark               | Oysters of Locmariaquer                                           | Pantheon Books. OCLC 4326514.            |                                                              |                                     |
| 1966   | Janet Flanner               | Paris Journal, 1944-1965                                          | Atheneum. OCLC 869419007                 |                                                              |                                     |
| 1967   | Justin Kaplan               | Mr. Clemens and Mark Twain: A Biography                           | Simon & Schuster. 9780671207076.         |                                                              |                                     |
| 1968   | William Troy                | Selected essays                                                   | Rutgers University Press. 9780813526867. |                                                              |                                     |
| 1969   | Norman Mailer               | The Armies of the Night: History as a Novel, The Novel as History | New American Library. OCLC 287998.       | Los ejércitos de la noche                                    | 1973. Grijalbo. 9788425300844.      |
| 1970   | Lillian Hellman             | An Unfinished Woman: A Memoir                                     | Little, Brown & Company. OCLC 17989.     | Una mujer inacabada                                          | 1980. Argos Vergara. 9788470178740. |
| 1971   | Francis Steegmuller         | Cocteau: A Biography                                              | Little, Brown & Company. OCLC 93618.     | Una mujer inacabada                                          | 1980. Argos Vergara. 9788470178740. |
| 1972   | Charles Rosen               | The Classical Style: Haydn, Mozart, Beethoven                     | Viking Press. 9780670225101.             | El estilo clásico: Haydn, Mozart, Beethoven                  | 2008. Alianza. 9788420685298.       |
| 1973   | Arthur M. Wilson            | Diderot                                                           | Oxford University Press. 9780195015065.  |                                                              |                                     |
| 1974   | Pauline Kael                | Deeper into the Movies                                            | Little, Brown & Company. 9780316481762.  |                                                              |                                     |
| 1975   | Lewis Thomas                | The Lives of a Cell: Notes of a Biology Watcher                   | Viking Press. 9780670434428.             | La ciencia más joven : notas de un observador de la medicina | 1985. Hermann Blume. 9788472143364. |
| 1976   | Paul Fussell                | The Great War and Modern Memory                                   | Oxford University Press. 9780195019186.  | La Gran Guerra y la memoria moderna                          | 2006. Turner. 9788475066806.        |
| 1977 - | No se ha vuelto a conceder. | No se ha vuelto a conceder.                                       | No se ha vuelto a conceder.              | No se ha vuelto a conceder.                                  | No se ha vuelto a conceder.         |

### Historia y biografía
| Año  | Autor                                                    | Original                                                                                                  | Publicación                                        | Traducción                                                  | Publicación                                                |
| ---- | -------------------------------------------------------- | --- | -------------------------------------------------- | ----------------------------------------------------------- | ---------------------------------------------------------- |
| 1964 | William H. McNeill                                       | The Rise of the West: A History of the Human Community                                                    | University of Chicago Press. OCLC 1132614381.      |                                                             |                                                            |
| 1965 | Louis Fischer                                            | The Life of Lenin                                                                                         | Harper. 9781122071420.                             | Lenin                                                       | 1970. Bruguera.                                            |
| 1966 | Arthur M. Schlesinger Jr.                                | A Thousand Days                                                                                           | Mariner Books. 9780618219278.                      |                                                             |                                                            |
| 1967 | Peter Gay                                                | The Enlightenment, Vol. I: The Rise of Modern Paganism                                                    | W. W. Norton & Company. 9780393313024.             | La edad de las luces                                        | 1993. Folio. 9788441300736.                                |
| 1968 | George F. Kennan                                         | Memoirs: 1925-1950                                                                                        | Hutchinson. 70 %9780090858002                      |                                                             |                                                            |
| 1969 | Winthrop D. Jordan                                       | White over Black: American Attitudes Toward the Negro, 1550-1812                                          | University of North Carolina Press. 9780807810552. |                                                             |                                                            |
| 1970 | T. Harry Williams                                        | Huey Long                                                                                                 | Knopf. OCLC 44404.                                 |                                                             |                                                            |
| 1971 | James MacGregor Burns                                    | Roosevelt: The Soldier of Freedom                                                                         | Weidenfeld. 9780297003014.                         | Roosevelt:el león y el zorro                                | 1973. Grijalbo. {ISBNT}}.                                  |
| 1972 | Joseph P. Lash Biografía                                 | Eleanor and Franklin: The Story of Their Relationship, Based on Eleanor Roosevelt’s Private Papers        | W. W. Norton & Company. 9780393074598.             | Eleanor y Franklin                                          | 1977. Grijalbo. 9788425309106.                             |
| 1972 | Allan Nevins Historia                                    | Ordeal of the Union, Vols. VII & VIII: The Organized War, 1863-1864 and The Organized War to Victory      | Scribner. 9780684104232.                           |                                                             |                                                            |
| 1973 | James Thomas Flexner Biografía                           | George Washington, Vol. IV: Anguish and Farewell, 1793-1799                                               | Little, Brown & Company. 9780316286022.            |                                                             |                                                            |
| 1973 | Isaiah Trunk Historia                                    | Judenrat                                                                                                  | Macmillan. OCLC 482285.                            |                                                             |                                                            |
| 1974 | Douglas Day Biografía                                    | Malcolm Lowry: A Biography                                                                                | New American Library. OCLC 1991963.                | Malcolm Lowry. Una biografía                                | 1984. Fondo de Cultura Económica de España. 9788437502496. |
| 1974 | John Clive Historia                                      | Judenrat                                                                                                  | Macmillan. OCLC 482285.                            |                                                             |                                                            |
| 1975 | Richard B. Sewall Biografía                              | The Life of Emily Dickinson                                                                               | Farrar, Straus & Giroux. 9780374186968.            |                                                             |                                                            |
| 1975 | Bernard Bailyn Historia                                  | The Ordeal of Thomas Hutchinson                                                                           | Harvard University Press. 9780674641600.           |                                                             |                                                            |
| 1976 | David Brion Davis                                        | The Problem of Slavery in the Age of Revolution, 1770-1823                                                | Cornell University Press. 9780801408885.           |                                                             |                                                            |
| 1977 | W. A. Swanberg Biografía/Autobiografía                   | Norman Thomas: The Last Idealist                                                                          | Scribner. 9780684147680.                           |                                                             |                                                            |
| 1977 | Irving Howe Historia                                     | World of Our Fathers: The Journey of The Eastern European Jews to America                                 | Harcourt Brace. 9780151463534.                     |                                                             |                                                            |
| 1978 | Walter Jackson Bate Biografía/Autobiografía              | Samuel Johnson: A Biography                                                                               | Counterpoint Press. 9781887178761.                 |                                                             |                                                            |
| 1978 | David McCullough Historia                                | The Path Between the Seas: The Creation of the Panama Canal 1870-1914                                     | Paw Prints. 9781439512753.                         | Un camino entre dos mares : la creación del canal de Panamá | 2012. Espasa. 9788467038859.                               |
| 1979 | Arthur M. Schlesinger Jr. Biografía/Autobiografía        | Robert Kennedy and His Times                                                                              | Mariner Books. 9780618219285.                      |                                                             |                                                            |
| 1979 | Richard Beale Davis Historia                             | Intellectual Life in the Colonial South, 1585-1763                                                        | The University of Tennessee Press. 9780870492105.  |                                                             |                                                            |
| 1980 | Lauren Bacall Autobiografía tapa dura                    | Lauren Bacall by Myself                                                                                   | Ballantine Books. 9780345260406.                   | Lauren Bacall por sí misma                                  | 1985. Salvat. 9788434545724.                               |
| 1980 | Malcolm Cowley Autobiografía tapa blanda                 | —And I Worked at the Writer’s Trade                                                                       | Penguin Books. 9780140050752.                      |                                                             |                                                            |
| 1980 | Edmund Morris Biografía tapa dura                        | The Rise of Theodore Roosevelt                                                                            | Random House. 9781400069651.                       |                                                             |                                                            |
| 1980 | A. Scott Berg Biografía tapa blanda                      | Max Perkins: Editor of Genius                                                                             | Dutton. 9780525154273.                             | Max Perkins: el editor de libros                            | 2016. Rialp. 9788432147302.                                |
| 1980 | Henry Kissinger Historia tapa dura                       | White House Years                                                                                         | Little, Brown & Company. 9780316496612.            |                                                             |                                                            |
| 1980 | Barbara Tuchman Historia tapa blanda                     | A Distant Mirror: The Calamitous 14th Century                                                             | Macmillan. 9780333197523.                          | Un espejo lejano: el calamitoso siglo XIV                   | 2000. Península. 9788483072639.                            |
| 1981 | Justin Kaplan Biografía tapa dura                        | Walt Whitman                                                                                              | Simon & Schuster. 9780671225421.                   |                                                             |                                                            |
| 1981 | Deirdre Bair Biografía tapa blanda                       | Samuel Beckett                                                                                            | Vintage. 9780099800705.                            |                                                             |                                                            |
| 1981 | John Boswell Historia tapa dura                          | Christianity, Social Tolerance and Homosexuality                                                          | University of Chicago Press. 9780226067100.        | Cristianismo, tolerancia social y homosexualidad            | 1993. El Aleph. 9788476691724.                             |
| 1981 | Leon F. Litwack Historia tapa blanda                     | Been in the Storm so Long: The Aftermath of Slavery                                                       | Knopf. 9780394500997.                              |                                                             |                                                            |
| 1982 | David McCullough Biografía tapa dura                     | Mornings on Horseback                                                                                     | Simon & Schuster. 9780671227111.                   |                                                             |                                                            |
| 1982 | Ronald Steel Biografía tapa blanda                       | Walter Lippmann and the American Century                                                                  | Little, Brown & Company. 9780316811903.            | El periodista y el poder : una biografía de Walter Lippmann | 2007. Langre. 9788493438487.                               |
| 1982 | Peter John Powell Historia tapa dura                     | People of the Sacred Mountain: A History of the Northern Cheyenne Chiefs and Warrior Societies, 1830-1879 | Harper & Row. OCLC 1156826413.                     |                                                             |                                                            |
| 1982 | Robert Wohl Historia tapa blanda                         | The Generation of 1914                                                                                    | Weidenfeld & Nicolson. 9780297777564.              |                                                             |                                                            |
| 1983 | Judith Thurman Biografía tapa dura                       | Isak Dinesen: The Life of a Storyteller                                                                   | St. Martin Press. 9780312437374.                   | Isak Dinesen: vida de una escritora                         | 1986. Planeta. 9788432043673.                              |
| 1983 | James R. Mellow Biografía tapa blanda                    | Nathaniel Hawthorne in His Times                                                                          | Houghton Mifflin. 9780395276020.                   |                                                             |                                                            |
| 1983 | Alan Brinkley Historia tapa dura                         | Voices of Protest: Huey Long, Father Coughlin and the Great Depression                                    | Vintage Books. 9780394716282.                      |                                                             |                                                            |
| 1983 | Frank E. Manuel y Fritzie P. Manuel Historia tapa blanda | Utopian Thought in the Western World                                                                      | Harvard University Press. 9780674931855.           |                                                             |                                                            |

### Ciencia, filosofía y religión
| Año       | Autor                                                                  | Original                                                                               | Publicación                                                            | Traducción                                                                               | Publicación                                                            |
| --------- | ---------------------------------------------------------------------- | -------------------------------------------------------------------------------------- | ---------------------------------------------------------------------- | ---------------------------------------------------------------------------------------- | ---------------------------------------------------------------------- |
| 1964      | Christopher Tunnard y Boris Pushkarev                                  | Man-made America                                                                       | Yale University Press. OCLC 249724.                                    |                                                                                          |                                                                        |
| 1965      | Norbert Wiener                                                         | God and Golem, Inc: A Comment on Certain Points where Cybernetics Impinges on Religion | The MIT Press. 9780262730112.                                          | Dios y Golem, S.A.: comentario sobre ciertos puntos en que chocan cibernética y religión | 1967. Siglo Veintiuno. OCLC 803818751.                                 |
| 1966      | No se concedió.                                                        | No se concedió.                                                                        | No se concedió.                                                        | No se concedió.                                                                          | No se concedió.                                                        |
| 1967      | Oscar Lewis                                                            | La Vida                                                                                | Random House. 9780394450469.                                           |                                                                                          |                                                                        |
| 1968      | Jonathan Kozol                                                         | Death at an Early Age                                                                  | Penguin Books. 9780140800388.                                          |                                                                                          |                                                                        |
| 1969      | Robert J. Lifton                                                       | Death in Life: Survivors of Hiroshima                                                  | Random House. OCLC 177623.                                             |                                                                                          |                                                                        |
| 1970      | Erik H. Erikson                                                        | Gandhi’s Truth: On the Origins of Militant Nonviolence                                 | W. W. Norton & Company. 9780393098822.                                 |                                                                                          |                                                                        |
| 1971      | Raymond Phineas Sterns                                                 | Science in the British Colonies of America                                             | University of Illinois Press. 9780252001208.                           |                                                                                          |                                                                        |
| 1972      | George L. Small Ciencia                                                | The Blue Whale                                                                         | Columbia University Press. 9780231032889.                              |                                                                                          |                                                                        |
| 1972      | Martin E. Marty Filosofía y Religión                                   | Righteous Empire: The Protestant Experience in America                                 | Dial Press. OCLC 102834.                                               |                                                                                          |                                                                        |
| 1973      | George B. Schaller Ciencia                                             | The Serengeti Lion: A Study of Predator-Prey Relations                                 | University of Chicago Press. 9780226736402.                            |                                                                                          |                                                                        |
| 1973      | Sydney E. Ahlstrom Filosofía y Religión                                | A Religious History of the American People                                             | Yale University Press. 9780300014754.                                  |                                                                                          |                                                                        |
| 1974      | Salvador Edward Luria Ciencia                                          | Life: The Unfinished Experiment                                                        | Scribner. 9780684133096.                                               | La vida, experimento inacabado                                                           | 1975. Alianza. 9788420615677.                                          |
| 1974      | Maurice Natanson Filosofía y Religión                                  | Edmund Husserl: Philosopher of Infinite Tasks                                          | Northwestern University Press. OCLC 721319133.                         |                                                                                          |                                                                        |
| 1975      | Silvano Arieti Ciencia                                                 | Interpretation of Schizophrenia                                                        | Basic Books. OCLC 1419052303.                                          | Interpretación de la esquizofrenia                                                       | 1965. Labor. 9788433566027.                                            |
| 1975      | Robert Nozick Filosofía y Religión                                     | Anarchy, State and Utopia                                                              | Basil Blackwell. 9780631156802.                                        | Anarquía, Estado y utopía                                                                | 1988. Fondo de Cultura Económica. 9789681626495.                       |
| 1976-1979 | Entre 1976 y 1979, ambos inclusive, no se hizo entrega de este premio. | Entre 1976 y 1979, ambos inclusive, no se hizo entrega de este premio.                 | Entre 1976 y 1979, ambos inclusive, no se hizo entrega de este premio. | Entre 1976 y 1979, ambos inclusive, no se hizo entrega de este premio.                   | Entre 1976 y 1979, ambos inclusive, no se hizo entrega de este premio. |
| 1980      | Douglas Hofstadter Ciencia tapa dura                                   | Godel, Escher, Bach: An Eternal Golden Braid                                           | Penguin Books. 9782729607135.                                          | Gödel, Escher, Bach : un eterno y grácil bucle                                           | 2007. Tusquets. 9788483830246.                                         |
| 1980      | Gary Zukav Ciencia tapa blanda                                         | The Dancing Wu Li Masters: An Overview of the New Physics                              | Morrow. 9780688034023.                                                 | La danza de los maestros del Wu Li                                                       | 1991. Plaza & Janés. 9788401240324.                                    |
| 1980      | Elaine Pagels Religión tapa dura                                       | The Gnostic Gospels                                                                    | Random House. 9780394502786.                                           | Los evangelios gnósticos                                                                 | 1990. Crítica. 9788474231649.                                          |
| 1980      | Sheldon Vanauken Religión tapa blanda                                  | A Severe Mercy                                                                         | Harper & Row. 9780060688219.                                           |                                                                                          |                                                                        |
| 1981      | Stephen Jay Gould Ciencia tapa dura                                    | The Panda’s Thumb: More Reflections on Natural History                                 | W. W. Norton & Company. 9780393013801.                                 | El pulgar del panda                                                                      | 2006. Crítica. 9788484327837.                                          |
| 1981      | Lewis Thomas Ciencia tapa blanda                                       | The Medusa and the Snail                                                               | Viking Press. 9780670465682.                                           |                                                                                          |                                                                        |
| 1982      | Donald C. Johanson y Maitland A. Edey Ciencia tapa dura                | Lucy: The Beginnings of Humankind                                                      | Simon & Schuster. 9780671250362.                                       |                                                                                          |                                                                        |
| 1982      | Fred Alan Wolf Ciencia tapa blanda                                     | Taking the Quantum Leap: The New Physics for Nonscientists                             | Harper & Row. 9780062509802.                                           |                                                                                          |                                                                        |
| 1983      | Abraham Pais Ciencia tapa dura                                         | “Subtle is the Lord…”: The Science and Life of Albert Einstein                         | Oxford University Press. 9780198539070.                                | El Señor es sutil : la ciencia y la vida de Albert Einstein                              | 1984. Ariel. 9788434480131.                                            |
| 1983      | Philip J. Davis y Reuben Hersh Ciencia tapa blanda                     | The Mathematical Experience                                                            | Penguin Books. 9780140134742.                                          | La experiencia matemática                                                                | 1989. Labor. 9788433551382.                                            |

### Asuntos contemporáneos
| Año    | Autor                       | Original                                                                       | Publicación                             | Traducción                            | Publicación                        |
| ------ | --------------------------- | ------------------------------------------------------------------------------ | --------------------------------------- | ------------------------------------- | ---------------------------------- |
| 1972   | Stewart Brand               | The Last Whole Earth Catalog                                                   | Portola Institute. 9780394704593.       |                                       |                                    |
| 1973   | Frances FitzGerald          | Fire in the Lake: The Vietnamese and the Americans in Vietnam                  | Little, Brown & Company. OCLC 375867.   |                                       |                                    |
| 1974   | Murray Kempton              | The Briar Patch                                                                | Dutton & Company. 9780525070894.        |                                       |                                    |
| 1975   | Theodore Rosengarten        | All God’s Dangers: The Life of Nate Shaw                                       | Knopf. 9780394490847.                   |                                       |                                    |
| 1976   | Michael J. Arlen            | Passage to Ararat                                                              | Farrar, Straus & Giroux. 9780374229894. |                                       |                                    |
| 1977   | Bruno Bettelheim            | The Uses of Enchantment: The Meaning and Importance of Fairy Tales             | Knopf. 9780394497716.                   | Psicoanálisis de los cuentos de hadas | 1992. Crítica. 9788474230277.      |
| 1978   | Gloria Emerson              | Winners & Losers: Battles, Retreats, Gains, Losses, and Ruins from a Long War  | Random House. 9780394484136.            |                                       |                                    |
| 1979   | Peter Matthiessen           | The Snow Leopard                                                               | Viking Press. 9780670653744.            | El leopardo de las nieves             | 1993. Siruela. 9788478441310.      |
| 1980   | Julia Child                 | Julia Child & More Company                                                     | Knopf. 9780394507101.                   |                                       |                                    |
| 1980   | Christopher Lasch           | The Culture of Narcissism: American Life in an Age of Diminishing Expectations | W. W. Norton & Company. 9780393307382.  | La cultura del narcisismo             | 1999. Andrés Bello. 9788489691971. |
| 1981 - | No se ha vuelto a conceder. | No se ha vuelto a conceder.                                                    | No se ha vuelto a conceder.             | No se ha vuelto a conceder.           | No se ha vuelto a conceder.        |

### Categorías varias
| Año  | Categoría                   | Autor              | Original                    | Publicación                        | Traducción        | Publicación                         |
| ---- | --------------------------- | ------------------ | --------------------------- | ---------------------------------- | ----------------- | ----------------------------------- |
| 1980 | Primera Novela              | William Wharton    | Birdy                       | Knopf. 9780394425696.              | Huella de pájaros | 1981. Ultramar. 9788473862820.      |
| 1980 | Misterio Tapa dura          | John D. MacDonald  | The Green Ripper            | Lippincott Company. 9780397013623. | El hombre verde   | 1981. Emecé.                        |
| 1980 | Misterio Tapa blanda        | William F. Buckley | Stained Glass               | Cumberland House. 9781581824629.   | La vidriera       | 1981. Plaza & Janés. 9788401303418. |
| 1980 | Ciencia-ficción Tapa dura   | Frederik Pohl      | Jem                         | St. Martin's Press. 9780312441555. | Jem               | 2003. Minotauro. 9788445074671.     |
| 1980 | Ciencia-ficción Tapa blanda | Walter Wangerin    | The Book of the Dun Cow     | Middx. OCLC 908903917.             |                   |                                     |
| 1980 | Western                     | Louis L'Amour      | Bendigo Shafter             | Dutton. 9780525063230.             |                   |                                     |
| 1981 | Primera Novela              | Ann Arensberg      | Sister Wolf                 | Ballantine Books. 9780345438188.   |                   |                                     |
| 1982 | Primera Novela              | Robb Forman Dew    | Dale Loves Sophie to Death  | Penguin Books. 9780140061833.      |                   |                                     |
| 1983 | Primera Novela              | Gloria Naylor      | The Women of Brewster Place | Penguin Books. 9780140066906.      |                   |                                     |
| 1984 | Primer trabajo de ficción   | Harriet Doerr      | Stones for Ibarra           | Viking Press. 9780670192038.       |                   |                                     |
| 1985 | Primer trabajo de ficción   | Bob Shacochis      | Easy in the Islands         | Crown Publishers. 9780517555491.   |                   |                                     |